# Famille d'Auxy
La famille d'Auxy est une famille noble française. Elle tire son nom d'Auxi-le-Château, commune de l'Artois, département du Pas-de-Calais. Divisée en plusieurs branches au fil du temps, cette grande maison, « une des plus grandes du royaume », compte dans ses rangs plusieurs hauts dignitaires militaires et politiques s'étant distingués au service des rois de France, ducs de Bourgogne, de l'Église, puis, pour la branche installée en Hainaut dans l'entourage des souverains des Pays-Bas.

## Histoire
La famille d'Auxy, tirant son nom d'Auxi-le-Château, est une des plus anciennes familles nobles de l'Artois et du Ponthieu, le village étant traversé par l'Authie, fleuve côtier pratiquement parallèle à la Somme, qui séparait l'Artois et la Picardie, et qui de nos jours constitue, en grande partie, la limite entre les départements du Pas-de-Calais et de la Somme.

### Origine non établie
Selon une source du XVIIe siècle, la famille trouve son origine au VIIIe siècle lorsque Adascarius, seigneur et ber (ber pourrait signifier pair ou baron) d'Auxy, fonde en 715 l'abbaye d'Auchy, anciennement appelée Auchy-aux-Moines, du consentement de son épouse Aniglia. Puis sont énumérées plusieurs personnes, a priori descendants du seigneur d'origine, retrouvées dans le Cambrésis, prenant ensuite le nom de Sauchy, (Sauchy-Cauchy, et Sauchy-Lestrée sont deux villages du Pas-de-Calais, proches de Cambrai), laissant des traces jusqu'au XIIIe siècle. Ces d'Auxy ou de Sauchy, seraient une branche cadette de la branche principale située en Artois et Picardie.
Cette source et ces éléments ne sont pas repris par les différents auteurs qui ont étudié la famille d'Auxy. Elle parait douteuse et semble avoir confondu plusieurs lieux plus ou moins homonymes. Les sources plus fiables datent le début de la famille au XIIe siècle.

### Histoire confirmée
La famille apparait à la fin du XIIe siècle avec Hugues Ier d'Auxy, seigneur du lieu, dit ber d'Auxy, nommé avec sa femme, ses enfants et ses petits-enfants dans une charte de l'abbaye Notre-Dame de Cercamp, datée de 1197.
Au XIIIe siècle, un membre de la famille, Philippe d'Auxy, participe à la huitième croisade, voulue et menée par le roi Louis IX, (Saint Louis) en 1270.
Au XIVe siècle, des seigneurs d'Auxy meurent au service de leurs rois :  
- Jean Ier d'Auxy perd la vie lors de la bataille de Courtrai en 1302, ou bataille des éperons d'or, combat au cours duquel l'armée française de Philippe IV le Bel subit une cuisante défaite face aux milices flamandes;
- son fils Jean II d'Auxy meurt à la bataille de Crécy en 1346[7].

Un descendant du XIVe siècle, Pierre d'Auxy (+ 1387-88), est retrouvé évêque de Tournai. À cette époque, la seigneurie d'Auxy détient de nombreux fiefs en Artois et Picardie.
Au siècle suivant, les d'Auxy œuvrent au service des ducs de Bourgogne : Jean sans Peur, Philippe le Bon, Charles le Téméraire et des rois de France successifs.[réf. nécessaire]
La famille paye un lourd tribut lors de la bataille d'Azincourt en 1415 où plusieurs de ses membres décèdent sur le champ de bataille, une descendante Catherine d'Auxy perd lors de cette lourde défaite française, son mari, trois de ses fils, ses deux frères, un cousin,
Le membre le plus illustre de la famille d'origine, Jean IV d'Auxy, vit au XVe siècle. Sa descendance est remarquée par la notoriété des conjoints de ses filles légitimes et par le devenir de ses fils, illégitimes ou nés d'un second mariage, fondateurs de lignées qui vont prospérer. L'une d'elles suit, à partir du XVe siècle, les ducs de Bourgogne, puis les rois d'Espagne, dont une partie des biens deviendra les Pays-Bas et la province de Hainaut en Belgique.
Les Auxy restés en France ne sont plus retrouvés après le XVIIIe siècle, ceux établis aux Pays-Bas puis en Belgique continuent de prospérer au XIXe siècle. Vers le milieu du XXe siècle, des descendants y possèdent encore des biens.

## Branches

### Branche aînée
La branche aînée est la branche d'origine de la famille, demeurée à Auxi. Elle dure pendant trois siècles, du XIIe au XVe siècle et s'éteint faute de descendants masculins.
Elle débute avec Hugues Ier d'Auxy, seigneur d'Auxy, époux de Mathilde, fille de Avide d'Avesne, ou, d'après certains auteurs qui n'avancent aucune preuve, époux de Marie de Rubempré. Il a donné en 1152 la dîme et le patronage d'Auxy au prieuré de Saint-Pierre d'Abbeville. Il est frère de Guy d'Auxy.

### Branche des seigneurs de Monceaux et d'Hanvoile
Les Auxy de Monceaux et les Auxy d'Hanvoile constituent une même branche. Les Auxy sont seigneurs de Monceaux au XIVe siècle. Au cours du XVIIe siècle, ils ne sont plus retrouvés en tant que seigneurs de Monceaux, mais portent le nom d'Auxy-Monceaux en étant seigneurs d'Hanvoile. Un Auxy-Monceaux, seigneur d'Hanvoile est fait marquis en 1687. Cette branche disparait au XVIIIe siècle.
Pierre d'Auxy, fils de Jean II d'Auxy et de Marie d'Encre, seigneur de Monceaux et de Lully, est le créateur de la branche du même nom. Il prend le nom de Lully du chef de sa mère, est premier chambellan (chancelier selon M. Prevost) du duc de Bourgogne et capitaine de Douai. Il épouse Françoise de Mailli.
François Ier d'Auxy-Monceaux, fils de Jean III d'Auxy-Monceaux, crée la sous-branche des seigneurs d'Hanvoile au XVIe siècle. Il est seigneur de Monceaux, Hanvoile, Saint-Sanson. Il prend pour femme Marie Raguier, fille de Jacques, baron de Poussey et de Charlotte de Longuejoue.

### Branche des seigneurs de la Tour Brunetel
La branche des seigneurs de la Tour descend de Jean IV d'Auxy et s'implante au XVe siècle. Elle ne dure que pendant un peu plus d'un siècle.
Antoine Ier d'Auxy de la Tour Brunetel, près de Péronne, bâtard de Jean IV d'Auxy, ou issu d'un second mariage avec Félicie de Marchant, fonde la branche. En janvier 1471, il a fait occuper Abbeville par surprise par les troupes de Philippe de Crèvecœur, puis il devient capitaine des archers de l'empereur Maximilien. Il prend alliance avec 1) Marguerite de Hallwin, fille de Tristram, veuve de Félix de Ghistelles 2) Antoinette de Saveuse.

### Branche des seigneurs de Warelles et de Launois

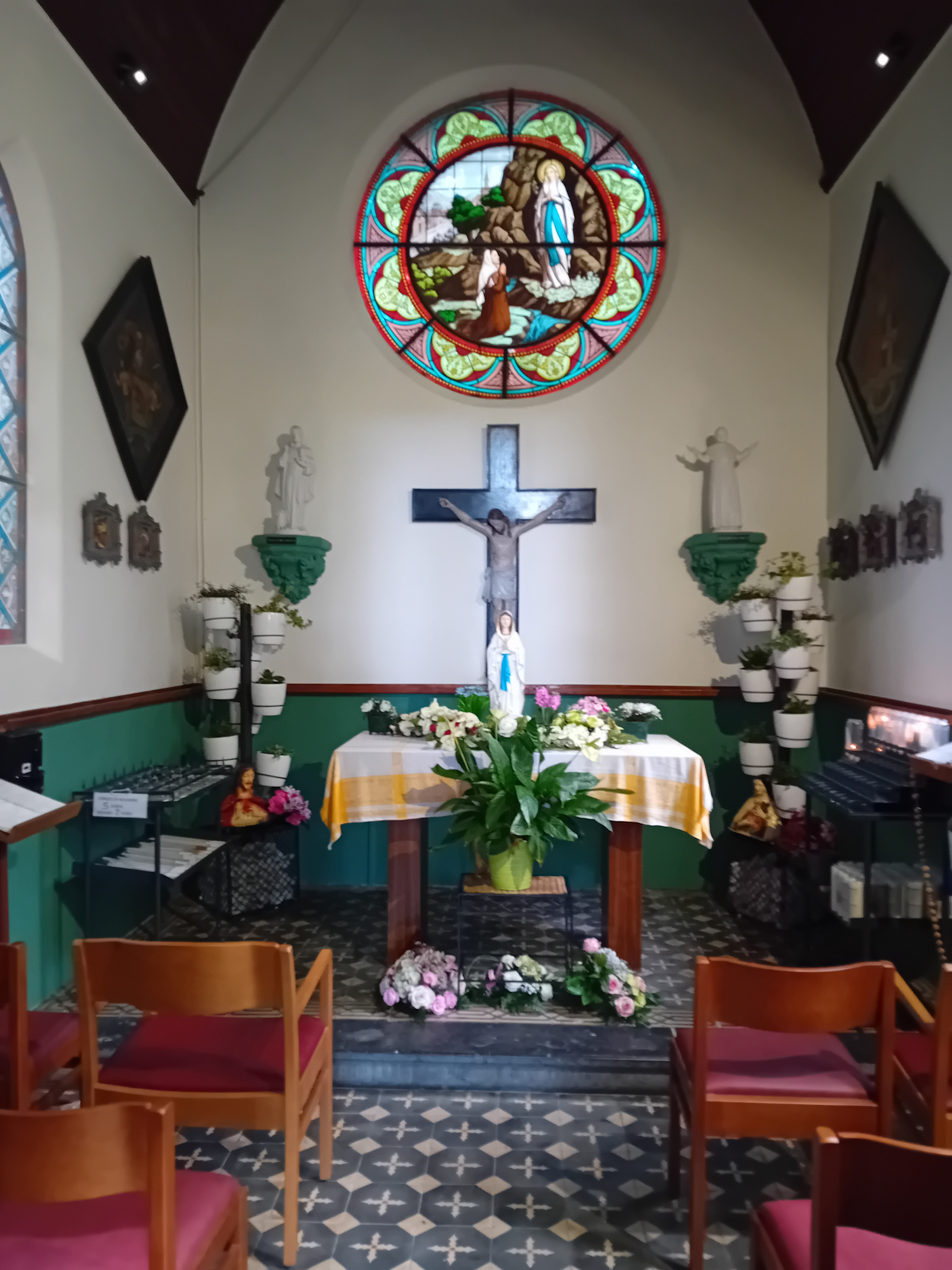
Des obiits de la famille d'Auxy de Launois se trouvent dans la chapelle Notre-Dame-de-Lourdes, à Thoricourt

D'abord seigneurs de Warelles, (sur la commune belge actuelle de Quévy, village de Quévy-le-Grand) située dans le Hainaut belge. les membres de cette branche s'installent de façon durable à Launois : le château de Launois se trouve à Thoricourt, dans la même région. Il est occupé par les Auxy dès le XVe siècle, rebâti au XVIIIe par leurs descendants. Parmi ceux-ci, figurent les Auxy-Romrée, les Auxy de Fouleng, les Auxy de Neufvilles. Le château de Launois appartient encore à leurs descendants au milieu du XXe siècle.
Jean Ier d'Auxy de Warelles, († 1499), écuyer, fils naturel de Jean IV d'Auxy ou issu d'un second mariage avec Félicie de Marchant, crée la branche, dont les membres sont d'abord seigneurs de Warelles et de Boussois. Il se marie plusieurs fois, mais selon les sources,,, le nombre, deux ou trois, le nom, l'ordre des épouses varie. On peut en retenir qu'une de ses épouses lui donne une descendance et qu'il obtient de la famille d'une d'elles les biens qui fondent la lignée, soit probablement Jacqueline de Tassignies, chanoinesse de Maubeuge, fille et héritière de Léon de Tassignies, seigneur de Boussois et de Warelles. Jean Ier cède Boussois en 1473. Il meurt le 31 mai 1499 et est enterré à Petit-Enghien-lez-Enghien.
Philippe Ier d'Auxy de Launois, (1487-1553), écuyer, fils de Jean Ier fondateur de la branche de Warelles, nait le 8 mai 1487 et fonde la sous-branche des seigneurs de Launois. Bourgmestre en 1542, 1547, 1551, et échevin perpétuel du Franc de Bruges de 1535 à 1553, il meurt le 29 juillet 1553, et est enterré dans la cathédrale Saint-Sauveur de Bruges),. Il vend la seigneurie de Warelles. Les sources lui accordent en majorité une seule femme : il épouse le 5 février 1526 Marie Balbani, (1504-1558), née 12 décembre 1504, fille de noble homme Grégoire Balbani, natif de Lucques en Toscane, veuve de Gérard de Cortewille. Elle meurt le 29 décembre 1558. Ils ont eu douze enfants.

## Personnalités

### Branche aînée
- Hugues III d'Auxy, sire et ber d'Auxy, fils de Hugues II d'Auxy, fait quelques donations au chapitre de la cathédrale Notre-Dame d'Amiens vers 1200. Selon R. de Belleval, non confirmé par les autres sources, il participe à la troisième croisade et fait en 1191, devant Saint-Jean d'Acre, un emprunt de 180 marcs d'argent auprès d'un Génois, sous la garantie du sire de Coucy[12]. Il est le mari de Léonor, ou Éléonore de Vermandois[29], qui si on regarde de près les écrits de La Morlière, n'est pas l'Eléonore de Vermandois aux 4 mariages, mais une autre " Léonor de Vermandois, où de St Simon, qui est Vermandois" comme l'écrit très exactement La Mortière.
- Eustache d'Auxy, fils de Hugues III d'Auxy, se porte caution pour Simon de Dammartin, comte de Ponthieu, envers le roi Louis IX en 1230[2],[30].
- Philippe Ier d'Auxy, sire et ber d'Auxy, fils de Hugues IV d'Auxy, pair de Ponthieu, accompagne le roi Saint Louis en Afrique en 1270 lors de la huitième croisade où le roi le fait chevalier. Il a épousé Catherine de Picquigny, fille de Jean Ier de Picquigny (seigneurs de Picquigny), vidame d'Amiens, et d'Isabeau de Brienne ([31]). Il est enterré à Auxy[2].
- Jean Ier d'Auxy, (†1302), sire et ber d'Auxy, chevalier, fils de Philippe Ier d'Auxy, seigneur de Fontaines et de Hangest-sur-Somme, sert le roi Philippe le Bel et trouve la mort lors du désastre de la bataille des éperons d'or en 1302. Il a épousé Isabeau de Craon[2].
- Jean II d'Auxy, († 1346), fils de Jean Ier, sire et ber d'Auxy, chevalier, sénéchal du Ponthieu, rend hommage au roi pour sa terre d'Auxy en 1316. Il comparait à Saint-Riquier le 11 septembre 1337 devant les commissaires députés du roi pour assembler la noblesse. Il meurt en 1346 à la bataille de Crécy. Il a épousé Marie d'Encre, dame de Lully, de Bulles et de Monceaux, morte en 1349[32].
- Hugues V d'Auxy, fils de Jean Ier d'Auxy, seigneur de Dompierre, (Dompierre-sur-Authie), rend hommage au roi pour ses terres en 1316. Il participe sous le connétable de France Raoul Ier de Brienne à la guerre de Gascogne en 1337, aux côtés de l'évêque de Beauvais Jean de Marigny. Il peut être le même personnage que Hues d'Auxy, sire de Mucident, qui reçoit paiement en 1347 pour ses gages en l'ost devant Calais[2]. Il est le deuxième mari d'Isabelle de Marigny, veuve de Guillaume, sire de Tancarville, fille d'Enguerrand de Marigny, ministre du roi Philippe le Bel et comte de Longueville[2].
- Philippe II d'Auxy, († 1415), fils d'Enguerrand d'Auxy, est seigneur de Dompierre, d'Escouys, de Boisroger, Manneville et autres terres des Marigny qui lui furent adjugées par arrêt du 16 avril 1393. Petit-fils d'Hugues V d'Auxy et d'Isabelle de Marigny, il est l'héritier des biens de celle-ci et en relève les armes qu'il écartèle avec les siennes[33]. Chambellan du roi, il est capitaine d'Abbeville par lettres du 24 mars 1402, et nommé sénéchal de Ponthieu le 24 mars 1403[33], poste qu'il garde jusqu'en mai 1414. En 1404, Philippe II sert en Picardie sous le comte de Ligny et de Saint Pol. Il est fait prisonnier par les Anglais en 1405 lors d'un combat ayant eu lieu à proximité du château de Mercq. En septembre 1407, il est à Abbeville, ayant la charge de faire payer un impôt. Le 4 avril 1413,  il prend possession du comté de Ponthieu, au nom de Jean de France, duc de Touraine, (Jean de France), qui avait reçu ce comté de son père, le roi Charles VI, du fait de son mariage avec Jacqueline de Bavière (Jacqueline de Hainaut). En septembre 1413, il est nommé bailli d'Amiens. Il épouse Jeanne d'Estouteville, fille de Colard d'Estouteville, seigneur de Torcy, chambellan du roi, (famille d'Estouteville), et n'a pas d'héritiers. Il meurt à la bataille d'Azincourt en 1415[32].
- Jean d'Auxy, († 1415), fils d'Enguerrand d'Auxy, frère de Philippe II , trouve la mort à la bataille d'Azincourt en 1415[32].
- Marie d'Auxy (v 1305-28, + +), X: vers 1345-50 à Jean de Lisques/Licques  (Belleval).
- Catherine d'Auxy, fille d'Enguerrand d'Auxy, sœur de Philippe II et de Jean, héritière de ses frères, se marie avec David de Rambures, sire de Rambures, maître des arbalétriers, fils d'André, sire de Rambures (maison de Rambures)[32], par contrat du 5 mars 1394. Elle amène à son mari les terres de Dompierre, Ecouys, etc. Ses frères, son mari et trois de ses fils meurent à la bataille d'Azincourt[9], sans parler de parents plus éloignés comme David d'Auxy, qui suit.
- David d'Auxy, († 1415), fils de Jean III d'Auxy, surnommé de Famechon, chevalier, sire et ber d'Auxy après la mort de son frère Louis, seigneur de Fontaines et d'Hangest, conseiller et chambellan de Charles VI, participe à l'expédition du roi en Flandre en 1383 (croisade d'Henri le Despenser), assiste aux funérailles du comte de Flandre Louis de Male en l'église Saint-Pierre de Lille en 1384[34]. Il s'accorde en 1386 avec la veuve de son frère Colart d'Auxy, Jeanne d'Enghien, dame d'Havrech, châtelaine de Mons, pour son douaire. Il obtient rémission le 20 septembre 1392 pour avoir assisté Pierre de Lully son cousin à l'enlèvement de Marguerite l'Esglantier, dame de Fransures, et en est déchargé par arrêt du 19 février 1395[35]. Il suit le duc de Bourgogne Jean Ier de Bourgogne, dit Jean sans Peur, en 1408 dans son expédition contre les gens de Liège révoltés contre leur évêque Jean III de Bavière, rétabli sur son siège à la suite de la bataille d'Othée. Il épouse à Dijon le 12 octobre 1391[36] Marguerite de la Trémoille, (maison de la Trémoille), fille de Guillaume, sire de Husson, chambellan du roi Charles VI et du duc de Bourgogne, et de Marie de Mello [13]. Il trouve la mort lors de la bataille d'Azincourt en 1415, où Charles VI l'avait fait chevalier[37].
- Colart d'Auxy, fils de Jean III d'Auxy, se marie avec Jeanne d'Enghien, dame d'Havrech, châtelaine de Mons, citée comme veuve en 1386, épouse en premières noces de Jacques seigneur de Werchin, père de Jean de Werchin, sénéchal de Hainaut[38]. Jeanne d'Enghien a pour neveu Jacques d'Enghien, seigneur de Havrech, Fagnoles, vicomte héréditaire de Mons (fils de Gérard et Jeanne de Barbançon) qui vendit ses biens en 1407 à sa tante, il épousa en 1416 Marie de Sarrebruck-Roucy[39] (dite aussi Marie de Roucy de Pierrepont fille de Simon et de Marie de Châtillon), dont il eut Yolande dite aussi Mariette d'Enghien, maîtresse de Louis Ier d'Orléans (assassiné en 1407 sur ordre de son cousin Jean sans Peur), frère du roi de France Charles VI, à qui elle donna un fils, Jean de Dunois, qui deviendra le compagnon d'arme de Jeanne d'Arc.
- Pierre d'Auxy, (†1388), fils de Jean III d'Auxy, est nommé évêque de Tournai en 1379 et le demeure jusqu'en 1388[40].
- Philippe d'Auxy, (†1418), fils de David d'Auxy, sire et ber d'Auxy, est également seigneur de Dompierre et Estouyes. Il est fait prisonnier par les Anglais et doit verser une rançon pour être libéré. Il est qualifié de chevalier et chambellan du roi dans des lettres patentes de Charles VI le 30 juin 1407. Dans ces lettres, le roi lui remet des droits sur la vente d'une rente, réalisée par Philippe pour payer sa rançon. Il accompagne le duc de Bourgogne Jean sans Peur en 1417, lorsque celui-ci rejoint à Tours la reine Isabeau de Bavière, écartée de Paris par le dauphin Charles, futur Charles VII. Il fait partie des troupes bourguignonnes qui vont à Senlis, assiégée par les Armagnacs en 1418 pour lever le siège de la ville, et il meurt de contagion à Paris en 1418 sans avoir pris d'alliance[41].
- Jacques d'Auxy, († 1422), fils de David d'Auxy, sire et ber d'Auxy, succède à son frère Philippe et suit comme lui le parti du duc de Bourgogne. il épouse le 16 janvier 1414 Isabeau de Chaumont, fille de Guillaume III de Chaumont, dit Lyonnel, sire de Quitry, conseiller et chambellan du roi et de Robine de Montagu. Il fait partie de l'expédition du duc Philippe le Bon lors de la bataille de Mons-en-Vimeu en 1421 remportée sur les troupes de Charles VII. Il meurt en 1422 sans héritiers[41].
- Jean IV d'Auxy, († 1474), chevalier de la Toison d'Or, fils de David d'Auxy, succède à ses frères Philippe et Jacques comme sire et ber d'Auxy, œuvre au service de Philippe le Bon et de Charles le Téméraire, est fait maître des arbalétriers de France par le roi Louis XI, .
- Isabeau d'Auxy, fille de Jean IV d'Auxy, dame d'Auxy, épouse Philippe de Crèvecœur, maréchal de France, (maréchal d'Esquerdes), grand chambellan de France, fils de Jacques, et de Marguerite de la Trémoille. Philippe succède à son beau-père en tant que sénéchal du Ponthieu et capitaine d'Abbeville. Isabeau meurt sans avoir eu d'enfants[42].
- Marie d'Auxy, seconde fille de Jean IV d'Auxy, héritière de tous les biens de la famille, dame d'Auxy, Flavy, Fontaines, etc., épouse Jean V de Bruges, seigneur de la Gruuthuse, gouverneur de la Picardie[43].
- Georges d'Auxy, fils naturel ou né d'un second mariage de Jean IV d'Auxy, écuyer, maître d'hôtel du duc d'Orléans, maître d'hôtel du roi Louis XII[17], a été chargé en 1485 de la garde du château d'Alençon. En 1495, il est nommé capitaine du château de Blois, et peu après capitaine d'Asti. Il a dû céder le poste de capitaine de Blois au sieur de Sandricourt[13] et reçoit la nomination de gouverneur du pays de Coucy[44]. Il meurt sans alliance[43].

### Branche des seigneurs de Monceaux et d'Hanvoile
- Jean d'Auxy, († 1453), fils de Pierre d'Auxy fondateur de la branche des seigneurs de Monceaux et d'Hanvoile, serait le même personnage que Jean d'Aussy, évêque de Langres en 1452-1453. Jean d'Auxy a été confesseur du roi Charles VII, grand aumônier de France, évêque et duc de Langres, pair de France[14].
- Mathieu d'Auxy, dit de Monceaux, fils de Pierre d'Auxy, chambellan du duc de Bourgogne et capitaine de Valenciennes, a pris pour épouse Jeanne de Bailleul[14].
- Jean Ier d'Auxy-Monceaux ou de Monceaux d'Auxy, fils de Mathieu d'Auxy, dit de Monceaux, est nommé gouverneur de Béthune, sénéchal du Ponthieu. Il prend pour épouse Catherine de Brimeux, fille de Charles de Brimeux, gouverneur du Hainaut, et de Marie de Montmorency[14]. Il aurait été capitaine de Lille[13].
- Jean II d'Auxy-Monceaux, fils de Jean Ier d'Auxy-Monceaux, est seigneur d'Houdem, Hanvoile, Martincourt, maître d'hôtel du roi Louis XI, gouverneur d'Arques, trésorier général de Picardie. Il se marie en 1478 avec Jeanne de Villiers l'Isle-d'Adam, fille d'Antoine, seigneur de Villacoublay et d'Isabeau de Candillon[14].
- Jean III d'Auxy-Monceaux, fils de Jean II d'Auxy-Monceaux, est seigneur de Houdem, Hanvoille, Blacourt, capitaine de cinquante hommes d'armes et gentilhomme de la chambre du roi. Il prend alliance avec Geneviève (ou Madeleine[13]) Dauvet, dame de Saint-Sanson, et de La Bruyère[14].
- Guy Ier d'Auxy-Monceaux, fils de Jean III d'Auxy-Monceaux, chevalier, est seigneur de Monceaux. Il est retrouvé gentilhomme de la chambre du roi Henri II, capitaine de deux cents hommes de pied, maître d'hôtel des rois François II et Charles IX. Il prend pour épouse Jeanne de La Châtre, baronne de Landon et de Résigny[14].
- Gaspard d'Auxy-Monceaux, fils de Guy Ier d'Auxy-Monceaux, seigneur de Monceaux, épouse Jacqueline d'O., fille de Charles, seigneur de Franconville et de Madeleine de L'Hôpital. Ils ont eu deux filles Charlotte qui épouse Geoffroy de Tiercelin, marquis de Brosses, seigneur de Saveuse[14] qui sert au siège de La Rochelle en 1628 et au siège de Corbie en 1636[45], et Suzanne qui prend pour mari 1) Adrien Pierre de Bréauté, marquis de Haulte, 2) François du Val de Fontenay-Mareuil, marquis de Fontenay-Mareuil, maréchal de camp des armées du roi, ambassadeur en Angleterre en 1626 et à Rome en 1641 et 1647[46].
- François d'Auxy-Monceaux, fils de Guy Ier d'Auxy-Monceaux, seigneur de Monceaux, baron de Landon et de La Houssaye, en Brie, capitaine de chevaux-légers, gouverneur de Beauvais, sous le roi Henri IV, puis des ville et citadelle de Dieppe, conseiller d'État d'épée, chevalier de l'ordre du roi, a pris pour épouse Jourdaine de Pellevé[15].
- Guy II d'Auxy-Monceaux, fils de François Ier d'Auxy-Monceaux créateur de la sous-branche des seigneurs d'Hanvoile, chevalier, est seigneur de Monceaux, Hanvoile, Saint-Sanson, capitaine de cinquante hommes d'armes, gentilhomme de la chambre du roi. Il prend pour épouse en 1587, Suzanne de Soyecourt, fille de François, seigneur de Soyecourt et de Charlotte de Mailli[15].
- François III d'Auxy-Monceaux, fils d'Adrien, seigneur d'Hanvoile, dit le Comte de Monceaux, marquis d'Auxy, dont il obtient l'érection en marquisat par lettres de septembre 1687. Il a pris pour épouse Madeleine de Jubert-du-Thil[15].
- Jacques Ier d'Auxy-Monceaux, (1673-1745), fils d'Adrien, dit le Marquis d'Auxy, seigneur d'Hanvoile, Saint-Sanson et Martincourt, capitaine au régiment des Gardes françaises, puis colonel du régiment Royal-Comtois, chevalier de Saint-Louis, chevalier de l'ordre du Saint-Esprit en février 1739 grâce au cardinal de Fleury (André Hercule de Fleury)[17], meurt le 2 mai 1745 dans son château d'Hanvoile, à l'âge de 72 ans. Il a épousé le 10 août 1714 Marie Madeleine de La Grange-Trianon, (1687-1753), fille de Louis Armand, baron du Plessis-aux-Tournelles et de Marguerite Madeleine Joly-Doudeuil, morte en son château de Deuil près de Saint-Denis le 28 mai 1753, âgée de 66 ans. Ils ont été les parents d'une fille unique Madeleine Françoise de Monceaux-D'Auxy qui épouse le 16 juin 1736, André Hercule de Rosset, duc de Fleury, pair de France, lieutenant-général des armées du roi, chevalier des ordres du roi, premier gentilhomme de la chambre du roi. Elle a été dame du palais de la reine et a eu plusieurs enfants garçons et filles[15].
- Jacques II de Monceaux d'Auxy, fils d'Adrien, seigneur de La Bruyère et de La Fresnoye, capitaine de cavalerie, a pris pour épouse Madeleine Le Févre. ils ont eu une fille Anne Madeleine Françoise d'Auxy, dame d'honneur de Louise d'Orléans princesse de Conti. Elle a épousé le 9 mars 1720, Jacques Charles de Créquy, marquis de Créquy, (famille de Créquy), seigneur du Souverain Moulin, chambellan du duc d'Orléans en 1732, lieutenant-général des armées du roi, grand-croix de l'ordre de Saint-Louis, et chef de la maison de Créquy[47].

### Branche des seigneurs de la Tour Brunetel
- Antoine II d'Auxy de la Tour Brunetel, fils d'Antoine Ier fondateur de cette branche, seigneur de la Tour Brunetel, chevalier et gentilhomme du roi Philippe d'Espagne, (sans doute Philippe Ier le Beau), épouse Antoinette de Brundel (Brunelles?)[48] ou de Primelles[18]. Il est probablement le Antoine d'Auxy, dont les terres de Flandre ont été cédées à l'empereur pour la rançon du roi François Ier[13].
- Antoine III d'Auxy de la Tour Brunetel, fils d'Antoine II, chevalier de l'ordre de Saint-Michel, se marie à Anne de Mirecourt[48].

### Branche des seigneurs de Warelles et de Launois
- Jean II d'Auxy de Warelles, fils de Jean Ier d'Auxy-Warelles fondateur de la branche de Warelles, participe un temps à la révolte des villes flamandes Ypres, Bruges et Gand contre leur souverain Maximilien Ier aux côtés de Philippe de Clèves, dont il fut maître d'hôtel, et s'installe à Bruges avant de se réconcilier avec son souverain[16].
- Guillaume d'Auxy, (1529-?), fils de Philippe Ier d'Auxy de Launois fondateur de la sous-branche de Launois, seigneur de Launois, nait le 13 mai 1529. Il a dressé en 1565 une notice historique sur les d'Auxy[25]. Il épouse le 22 janvier 1554 Adrienne Van den Berghe[49] , fille de Jean Van den Berghe, bailli d'Ostende.
- Philippe d'Auxy de Launois, fils de Guillaume, récupère la seigneurie de Warelles[16] , ou de Launois[27], bourgmestre du Franc de Bruges en 1610, échevin de 1611 à 1619, épouse d'abord Jeanne Colins, fille de Jean, seigneur de Ter-Meere, et de Jeanne Huysmans, puis N. de Malannoy[16], ou Marie de Malaunoy, fille de Louis[50].
- Jean d'Auxy de Launois, fils de Philippe d'Auxy de Launois, sergent-major puis échevin du Franc de Bruges de 1647 à 1669, bourgmestre en 1652, 1653, 1655, 1656, a épousé en premières noces Catherine van der Haeghen, dame de Diesbeck, puis en secondes noces, Isabelle de la Flye, fille de Philippe, échevin du Franc et de Marie van Peenen[50].
- Édouard d'Auxy de Launois, fils de Philippe, petit-fils de Guillaume, est à la base de la fortune de la famille en Hainaut. Lieutenant-colonel du régiment d'infanterie de don Francisco de Hiero, et capitaine d'une compagnie de cuirassiers, il se marie le 5 décembre 1618 avec Prudence Van Der Dussen, fille de Philippe, seigneur de Bornival et de Jeanne d'Hostonne[49].
- Eugène d'Auxy de Launois, fils d'Édouard, poursuit l'action de son père. Lui aussi militaire, a été lieutenant colonel et gouverneur de Neufchâteau. Il épouse Renilde Rebz et en a une fille Jeanne Louise d'Auxy, mariée à Jean d'Ydeghem, seigneur de Fouleng[49].
- Pierre Louis Joseph d'Auxy de Launois, (1695-?), nait le 17 avril 1695. Il est fils d'Édouard François d'Auxy de Launois, petit-fils d'Eugène d'Auxy de Launois, et seigneur de Launois et de Neufvilles. Membre de la chambre de la noblesse des États du pays et du comté de Hainaut, gentilhomme de La Cléf d'Or de l'électeur de Bavière, capitaine de ses gardes, il épouse le 15 septembre 1724, l'héritière de la maison d'Ydeghem, sa cousine germaine, fille de Jean dYdeghem, seigneur de Foulant, et de Jeanne Louise d'Auxy[49],[50].
- Charles Albert Édouard François Joseph d'Auxy, (1726-1787), né à Fouleng le 6 février 1726 et mort le 27 avril 1787, est le fils de Pierre Louis Joseph d'Auxy et de Marie Louise d'Ydeghem, dame de Fouleng. Il épouse le 22 mars 1751 Angélique Agnès Joseph Romrée, morte à Mons le 6 avril 1787, fille de Jean Romrée, baron de Fraypont et de Romrée, et d'Anne Cécile Jacqueline baronne d'Hildebrandes[51]. Il hérite des riches possessions de son oncle maternel Charles Philippe d'Ydeghem, mort sans enfants le 3 février 1755, et entre autres du comté de Watou[51].
- Charles Emmanuel d'Auxy de Neufvilles, (1752-1817), fils de Charles Albert Édouard François Joseph d'Auxy, (1752-1817), nait le 15 avril 1752 à Mons. Comte d'Auxy de Neufvilles par diplôme confirmatif du roi des Pays-Bas Guillaume Ier, comte de Watou, comte palatin du Saint-Empire, capitaine-lieutenant au régiment de Murray en 1744, chambellan de l'empereur Léopold II (empereur du Saint-Empire) puis de François II (François Ier empereur d'Autriche) de 1791 à 1794, membre de l'État noble du pays et comté de Hainaut, il se met en retrait lors de l'occupation française. Chambellan de Guillaume Ier en 1815, à la création du royaume des Pays-Bas, il meurt le 24 avril 1817 à Bruxelles. Il avait épousé Amélie Thérèse Françoise de Hochsteden, chanoinesse de Susteren, , fille de Ferdinand Louis Charles et de Louise Philippine de Harscamp, chanoinesse d'Anden[52],[53].
- Charles Eugène Ferdinand d'Auxy, (1783-?), fils de Charles Emmanuel d'Auxy de Neufvilles, voit le jour à Mons le 16 mai 1783. Comte d'Auxy de Neufvilles, chambellan du roi des Pays-Bas, chevalier de 4e classe de l'ordre de Saint-Vladimir, décoré de la croix militaire d'Autriche (Ordre militaire de Marie-Thérèse), il se marie à Bruxelles le 23 prairial an XII (14 juin 1804) avec Félicité Françoise Joséphine Ghislaine de Beeckman, née à Louvain le 2 décembre 1783, fille de Ferdinand et de Jeanne Charlotte de Vroey[52].
- Coralie, comtesse d'Auxy de Neufvilles, (1815-?), fille de Charles Eugène Ferdinand d'Auxy, née le 3 septembre 1815, se marie le 9 octobre 1844 à Louis Goblet, ou Louis François Magloire, comte Goblet d'Alviella, (Famille Goblet d'Alviella), né le 20 mai 1823, secrétaire de légation, fils de Albert Goblet d'Alviella, ancien ministre des Affaires étrangères de Belgique et d'Adèle Damien[52].
- Philippe Joseph d'Auxy, (1754-1838), nait le 7 janvier 1754, meurt à Fouleng le 24 octobre 1838. Fils de Charles Albert Édouard François Joseph d'Auxy, comte d'Auxy, de Fouleng, par diplôme du roi des Pays-Bas, membre de l'État noble du Hainaut en février 1778, il épouse à Mons en 1783 Philippine Madeleine Désirée Ghislaine, baronne du Pally du Fontoy, morte le 10 juin 1824[51],[54].
- Édouard Jérôme François Joseph d'Auxy de Launois, (1756-1814), nait le 2 août 1756, est fils de Charles Albert Édouard François Joseph d'Auxy. Comte d'Auxy de Launois, par diplôme du roi des Pays-Bas, lieutenant de louveterie[54] ou de cavalerie sous le Premier Empire, il meurt le 19 juin 1814, ayant épousé Alexandrine Joséphine Rose ou Alix Adrienne[54] de Wolff d'Ergy, décédée le 15 mars 1836, fille de Joseph Xavier Dominique de Wolff, seigneur d'Ergy, et de Marie Sophie de Marbais[51].
- Édouard Eugène comte d'Auxy de Launois, (1789-1837), fils d'Édouard Jérôme François Joseph, nait à Mons le 19 mars 1789. Il fait une carrière d'homme politique. Reconnu comte le 5 mars 1816, il porte dès lors le nom de comte d'Auxy de Launois. Sous-préfet de Namur en 1811, député permanent  aux États provinciaux du Hainaut, chambellan du roi Guillaume Ier roi des Pays-Bas, de 1818 à 1830 après son oncle Charles Emmanuel, il se retire de la vie politique après la révolution belge de 1830. Il meurt à Thoricourt le 11 septembre 1837. Il a épousé Pauline de Bousies[55]
- Emile d'Auxy (1820-1897) fils d'Edouard Eugène  comte d'Auxy de Launois époux de Victorine de Séjournet de Ramegnies(1823-1886)De cette union naquirent  3 filles et un garçon  Edouard  qui épousa Laure Coupery de saint Georges De leur union naquit une fille juliette laquelle sera la dernière  à  porter le nom de d'Auxy de Launois.Elle épousa  Gaston Ysebrant de Lendonck et aura un fils Christian
- Albéric François Philippe comte d'Auxy, (1836-1914), fils d'Édouard Eugène comte d'Auxy de Launois, nait à Mons le 29 juillet 1836. Épousa Angelique Huon en 1844.De cette union  naquirent 3 filles et 1 garçon. Il est historien, archéologue, amateur d'art, membre actif du cercle archéologique de Mons, auteur de nombreux ouvrages et articles d'histoire et d'archéologie, dont une histoire généalogique de sa famille restée manuscrite. Il meurt à Mons le 5 février 1914[56].
- Gaston Charles Ange d'Auxy, (1800-1867), fils d'Édouard Jérôme François Joseph, marquis d'Auxy par diplôme du 20 octobre 1840, économiste, diplômé de l'université de Louvain, auteur de plusieurs ouvrages, nait le 20 janvier 1800 à Mons. Il meurt à Frasnes, hameau d'Ergies, le 5 juillet 1867[57].

## Armes et devise
- Armes : La famille d'Auxy porte « échiqueté d'or et de gueules »[58].

La branche de Monceaux et d'Hanvoile y ajoutait « un écusson d'azur en abîme, chargé d'un autre écusson d'argent ».

- Devise : « Et toi Auxy »[60].

## Pour approfondir